# Cliff Williams
Pour les articles homonymes, voir Cliff.
Ne doit pas être confondu avec William Cliff.
Cliff Williams, né le 14 décembre 1949 à Romford dans la banlieue de Londres, est le bassiste du groupe de hard rock AC/DC. Après avoir annoncé sa retraite en 2016 et son départ du groupe, ce dernier a confirmé son retour au sein du groupe en 2020.

## Biographie

### Début de carrière
En 1958, le jeune Cliff s'installe dans la ville de Liverpool. Cliff est passionné et doué pour la musique ; si doué que dès qu'il a fini l'école, il rejoint Home, un groupe de rock progressif avec lequel il rencontrera un certain succès. L'apogée a lieu en novembre 1971 à Wembley où Home ouvre le concert de Led Zeppelin. L'année suivante, leur chanson Dreamer parviendra à la 41e place des classements anglais : ce sera la meilleure performance du groupe. Leur album suivant Alchemist ne rencontrera pas de succès, le chanteur Mick Stubb s'en va donc et Cliff forme un nouveau groupe nommé Bandit pour bien commencer l'année 1975. Accompagné de Jim Diamond et de Graham Broad, Cliff enregistre un album.

### AC/DC

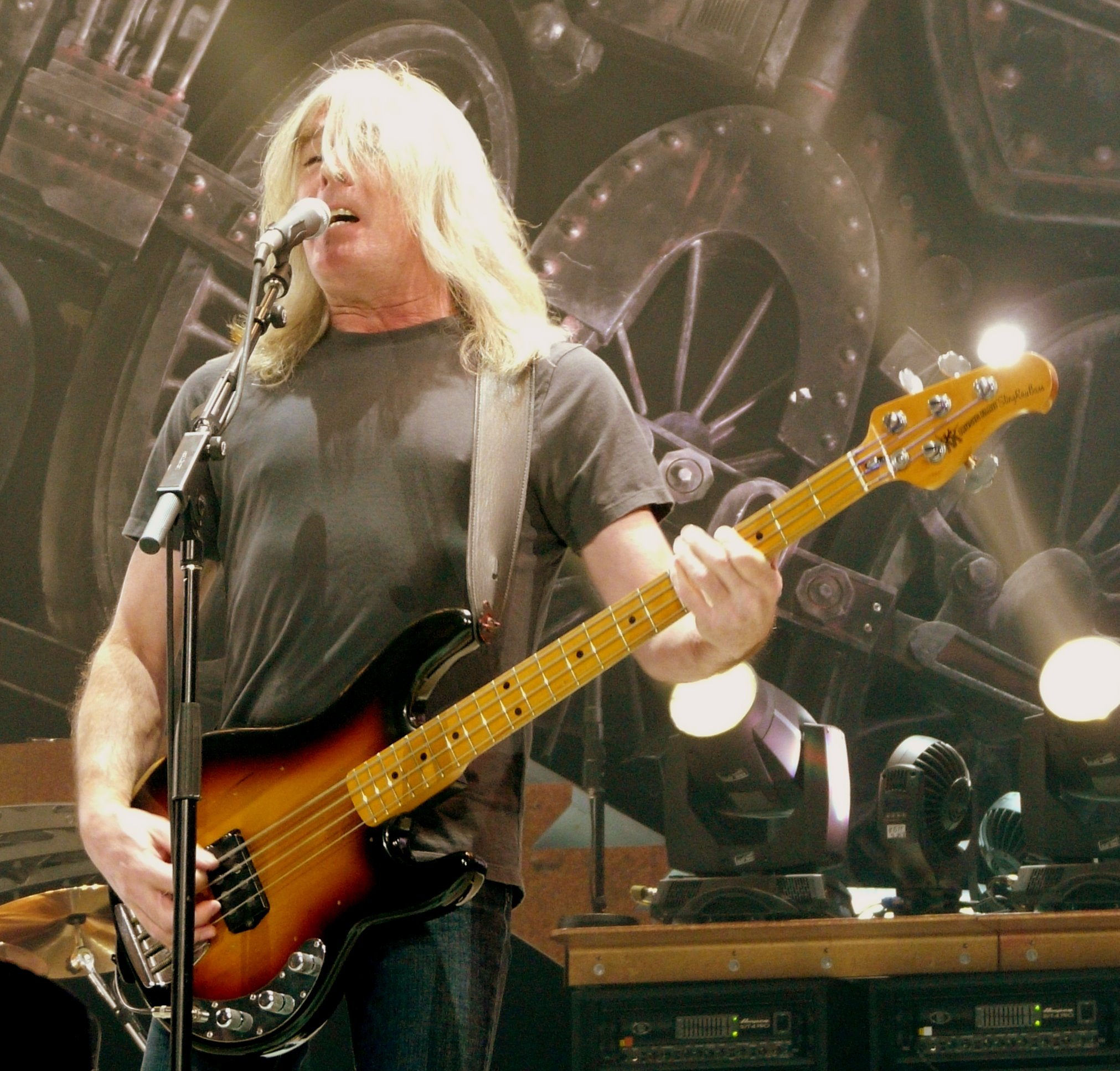
Cliff Williams en 2008.

À la suite du départ du bassiste Mark Evans en 1977 après l'enregistrement de Let There Be Rock au sein d'AC/DC, Williams fut auditionné puis choisi comme remplaçant. Le premier album qu'il enregistra avec le groupe fut Powerage en 1978. Les lignes de basse qu'il joue dans AC/DC sont solides tout en restant basiques et suivant la guitare rythmique.
L’année 2016 sera définitivement riche en rebondissements pour le groupe, en effet, après le départ de Brian Johnson,  Cliff Williams annonce qu’il prend sa retraite. Cliff Williams a de l'humour et porte souvent lors des concerts d'AC/DC un t-shirt Williams BMW F1 Team.

## Matériel
Cliff utilise une basse Music Man de 1976 sur laquelle sont montées des cordes d'Addario Flatwounds, ainsi qu'une Fender Precision Bass (visible sur les vidéos de Arnhem 1979 et Donington 1991). Pour les amplis, Cliff utilise des vieilles têtes Ampeg SVT de 1970 et des 8x10 SVT en enceinte. Il utilise aussi un tube Demeter Dl box. Cliff utilise un câble au lieu d'un émetteur. En médiators, il utilise des Fender Extra Heavy. Comme ses compagnons, Cliff a ses propres médiators avec signature mais ne les utilise pas. Ils sont blancs, Extra Heavy avec sa signature dorée et AC/DC marqué en dessous, et vierge sur l'autre face. En studio, Cliff est le seul à utiliser un DI (Direct Input – Il se branche directement sur la table de mixage via un boitier de direct). Angus et Malcolm placent un micro devant leurs amplis. Sur Boogie Man, il joue sa ligne de basse aux doigts (cf la vidéo No Bull. Pendant les premières années, il a gardé un jeu aussi simple que possible, et ceci a beaucoup servi aux morceaux du groupe. En gardant ses lignes simples mais solides, il a gardé ce son « tonnerre » qui a fait la force d'AC/DC. Lorsqu'il place un plan de basse précis, c'est toujours à bon escient, et ceci a toujours donné la grâce dont a besoin Malcolm Young pour ses parties rythmiques dures. Un des meilleurs exemples serait sur Shoot to Thrill à Donington, et la performance live de Girls Got Rhythm sur l'album live Let There Be Rock - The Movie dans le coffret Bonfire ainsi que Whole Lotta Rosie sur le live Live From The Atlantic Studio.
Sur les vidéos Family Jewels on peut le voir utiliser également des Fender Jazz Bass (période Mutt Lange) et également une basse sans tête Steinberger (époque Flick of the Switch).